# 恵みの島〜星のつぶやき
『恵みの島〜星のつぶやき』（めぐみのしま ほしのつぶやき）は、日本のラジオドラマ作品。

## 概要
アルタミラピクチャーズ協力の下、TOKYO FMによって制作された。脚本は『がんばっていきまっしょい』などを手掛けた磯村一路による。日本民間放送連盟が決める「日本民間放送連盟賞」娯楽部門参加作品に選定されたことにより、TOKYO FMで5月26日に全話一挙先行放送され、その後JFN系『LOVE SOUNDS ON JET STREAM』「ミッドナイト・ラジオドラマ」枠内にて2002年6月19日から6月21日までの3夜連続で、全3話が放送された。
本作は、シンガーソングライターのルルティアの楽曲「ゆるぎない美しいもの」にインスピレーションを受けて制作されており、同曲は主題歌として起用された。放送終了直後の6月26日には、「ゆるぎない美しいもの」がルルティアの3枚目のシングルCDとして発売され、本作も同作に収録されている。
主題歌以外にも、劇中にはルルティアの曲が複数挿入歌として起用されており、本作放送の直前に発売された1枚目のアルバム『R°』より収録曲10曲中8曲（第1話で使用された「僕らの箱庭」インストゥルメンタルも含めると実質9曲）が使用されている。

## 登場人物
- スミレ（演：市川実和子）
夏休みの期間を利用し、マサルの通う小学校の開放プールで監視員のアルバイトをしている女性。幼少時に自分と母親を捨てた父親のことを恨んでいたが、その父親が死んだことが心に暗い影を落としている。当初はタケシに対して心を開かず無愛想な態度を取っていたが、屋久島に帰ったタケシに会うために訪れた島の自然やタケシの優しさに触れ、徐々に心を開いていくと同時に、タケシに対して恋愛感情を抱くようになる。
- タケシ（演：田辺誠一）
屋久島から東京にやってきた漁師の青年。小学校のプールに潜り込み、スミレと出会う。周囲の人間に対しては明朗快活に振舞い、心を開かないスミレに対しても優しく接するが、その裏では過去のある出来事によって深い悲しみを抱えている。
- マサル
小学生。スミレのことが好きである（とタケシが示唆している）。なお、ボイスキャストのクレジットは公開されていない。

## スタッフ
- 演出：磯村一路
- 原作：延江浩
- 脚本：北阪昌人
- 構成：氏家徹、飯村聖美
- プロデューサー：桝井省志
- キャスティング：新江佳子
- 音楽：ルルティア
- 制作：TOKYO FM
- 制作協力：アルタミラピクチャーズ

## 使用曲
主題歌
- ルルティア「ゆるぎない美しいもの」（東芝EMI・EXPRESS）

挿入歌
- ルルティア『R°』より（東芝EMI・EXPRESS）
  - 第1話：「ロスト バタフライ」「僕の宇宙 君の海」「雨の果て」
  - 第2話：「知恵の実」「ハートダンス」「愛し子よ」「赤いろうそく」
  - 第3話：「銀の炎」